# Rue Masséna (Lille)
Pour les articles homonymes, voir Rue Masséna.
La rue Masséna est une rue de Lille, dans le Nord, en France. Il s'agit de l'une des rues des quartiers de Lille-Centre.

## Description
La rue Masséna est une avenue qui relie la place de Strasbourg à la rue Léon-Gambetta.

### Rues qui coupent la rue Masséna
- Rue Nationale
- Rue Boucher-de-Perthes
- Rue Jacquemars-Giélée
- Rue de Puebla
- Rue Jean-sans-Peur
- Rue de Ratisbonne
- Rue du Faubourg-Notre-Dame
- Rue du Faisan

Ce site est desservi par les stations de métro Gambetta et République - Beaux-Arts.

## Sites particuliers

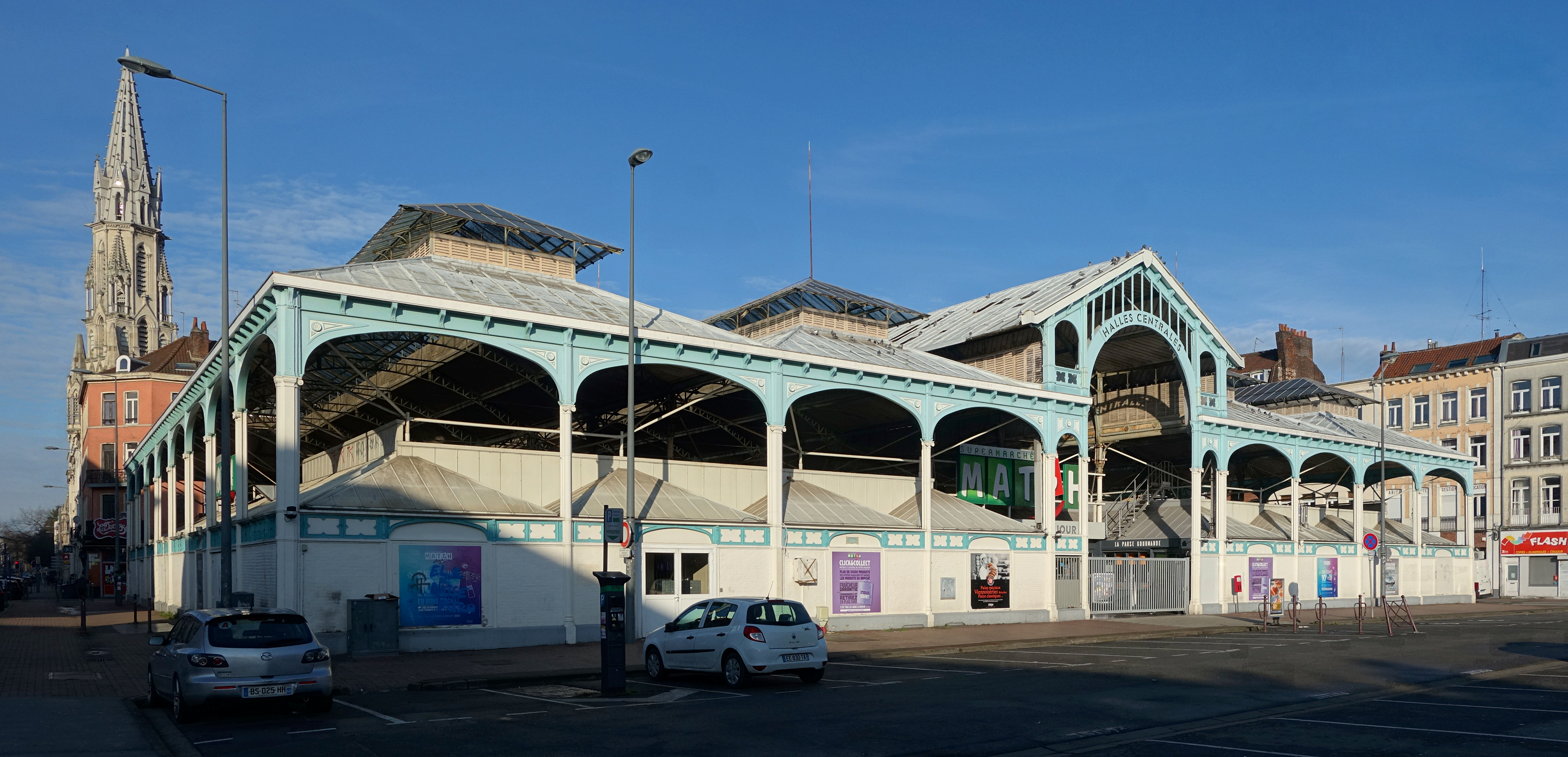
Les anciennes halles centrales

- Les halles centrales de Lille, situées le long de la rue Solferino, ont été édifiées à la suite du septième plan d'agrandissement de 1858. Ancêtres du Marché d'Intérêt National, ces halles représentaient un lieu d'échange de denrées entre les producteurs et les détaillants[1]. Elles sont à présent investies par un supermarché.